# Olaf Jagger
Olaf Jagger ist eine Mockumentary aus dem Jahr 2023 über die vermeintliche Vaterschaft des Sängers Mick Jagger der Kunstfigur Olaf Schubert. Der Film kam am 6. April 2023 in die deutschen Kinos. Er entstand in Koproduktion mit dem ZDF und wurde von der Film- und Medienstiftung NRW und der Filmförderungsanstalt gefördert.

## Handlung
Der Künstler Olaf Schubert entdeckt, dass seine verstorbene Mutter Anne-Marie angeblich in den 1960ern eine Affäre mit Mick Jagger hatte. Sie war angeblich als DDR-Radioreporterin am 11. September 1965 in Münster beim ersten Deutschland-Konzert der Rolling Stones. Schubert sieht Ähnlichkeiten und startet eine Suche nach der Wahrheit. Er stellt Fragen an Verwandte, Experten und Historiker und Indizien deuten auf eine veränderte Familiengeschichte hin.
Der Film enthüllt die Geschichte und beleuchtet den Ost-West-Konflikt, Elternwahl, Rock ’n’ Roll und Schuberts Suche nach seinem Vater.
Der Film beginnt als Detektivgeschichte und wandelt sich zu einer absurden Reise, die Teile der DDR-Geschichte humorvoll neu erzählt.

## Kritiken
„Ein feiner deutscher Beinahe-Und-Dann-Doch-Nicht-Dokumentarfilm, der – und dass[sic]  passiert sehr selten – wohl auch im Ausland gut verstanden werden wird.“

„.. dank seines großartigen Protagonisten, eines augenzwinkernden Umgangs mit Genrekonventionen und einer warmherzig erzählten Geschichte ist der Film ein liebenswertes Vergnügen.“

„Fink und ihrem Hauptdarsteller gelingt es vielmehr, in der vertrauten Schubert-Persona unerwartete Brüche aufzuzeigen. En passant, aber konsequent erzählt „Olaf Jagger“ anhand Schuberts Beispiel vom Grunddilemma der jüngeren DDR-Generation, die sich fast zwangsläufig immer eine bessere Existenz unter anderen Lebensbedingungen vorstellen musste.“

## Auszeichnungen
- Förderpreis neues deutsches Kino der Internationalen Hofer Filmtage 2022 (Beste Produktion)[2]